# Francisco de Brito Freire
Francisco de Brito Freire (Coruche, c. 1625 — Lisboa, 1692) foi um fidalgo e administrador colonial português.
Participou na guerra da Restauração nomeadamente na Batalha do Montijo em 1644. Em 1653 é nomeado almirante da esquadra da Companhia do Comércio do Brasil que, no ano seguinte, teve a derradeira vitória sobre a resistência holandesa em Pernambuco.
Em 1658, é governador da praça de Juromenha, no Alentejo. Foi governador geral de Pernambuco, de 1661 a 1664, assumindo depos a governação da cidade de Beja, em 1665.
Publicou diversos livros de grande valor histórico, de onde se destaca A Relação da Viagem Que Fez ao Brasil a Armada da Companhia, Ano de 1665 de 1667 e Nova Lusitânia, História da Guerra Brasílica de 1675. Esta última obra, que é considerada um clássico da língua portuguesa, representa o primeiro grande estudo no domínio da História da América portuguesa.